# جیسون اکونیا
جیسون اکونیا (انگلیسی: Jason Acuña؛ زادهٔ ۱۶ مهٔ ۱۹۷۳) یک مجری، هنرپیشه، و اسکیت‌برد اهل ایالات متحده آمریکا است. وی از سال ۱۹۹۶ میلادی تاکنون مشغول فعالیت بوده‌است.
او در فیلم رفتار بد بازی کرده‌است.